# Erika Andrejeva
| jaar | rang enkelspel | rang dubbelspel |
| ---- | -------------- | --------------- |
| 2020 | 1055           | –               |
| 2021 | 368            | 569             |
| 2022 | 122            | 943             |
| 2023 | 142            | 458             |

Erika Aleksandrovna Andrejeva (Russisch: Эрика Александровна Андреева) (Krasnojarsk, 24 juni 2004) is een tennisspeelster uit Rusland. Andrejeva begon met tennis toen zij vijf jaar oud was. Haar favoriete ondergrond is gravel. Zij speelt rechtshandig en heeft een tweehandige backhand. Zij is actief in het internationale tennis sinds 2019. Haar drie jaar jongere zuster Mirra, ook beroepstennisser, overvleugelde haar in mei 2023.

## Loopbaan

### Junioren
Op het juniorentoernooi van Roland Garros 2021 speelde zij in de meisjesenkelspelfinale tegen Linda Nosková – de Tsjechische won.

### Enkelspel
Andrejeva debuteerde in 2019 op het ITF-toernooi van Nonthaburi (Thailand). Zij stond in 2020 voor het eerst in een finale, op het ITF-toernooi van Pazardzjik (Bulgarije) – hier veroverde zij haar eerste titel, door de Slowaakse Sofia Milatová te verslaan. Tot op heden(december 2024) won zij drie ITF-titels, de meest recente in 2021 in Sharm-el-Sheikh (Egypte).
In juli 2022 kwalificeerde Andrejeva zich voor het eerst voor een WTA-hoofdtoernooi, op het toernooi van Contrexéville – zij bereikte er de tweede ronde. Een week later kwam zij binnen op de top 150 van de wereldranglijst. In augustus had zij haar grandslamdebuut op het US Open doordat zij met succes het kwalificatietoernooi doorliep.
Andrejeva stond in 2023 voor het eerst in een WTA-finale, op het toernooi van Rouen – zij verloor van de Zwitserse Viktorija Golubic.
In februari 2024 maakte zij haar entrée op de top 100 van de wereldranglijst. Op Wimbledon, waar zij als lucky loser aan het hoofdtoernooi mocht meedoen, won zij haar eerste grandslampartij, van de Amerikaanse Emina Bektas.
Haar hoogste notering op de WTA-ranglijst is de 65e plaats, die zij bereikte in oktober 2024.

### Dubbelspel
Andrejeva is in het dubbelspel minder actief dan in het enkelspel. Zij debuteerde in 2021 op het ITF-toernooi van Antalya (Turkije), samen met de Kroatische Tara Würth. Zij stond in augustus van dat jaar voor het eerst in een finale, op het ITF-toernooi van Verbier (Zwitserland), samen met Russin Jekaterina Makarova – hier veroverde zij haar eerste titel, door het duo Diāna Marcinkēviča en Maria Timofejeva te verslaan.
In 2023 speelde Andrejeva voor het eerst op een WTA-hoofdtoernooi, op het WTA 1000-toernooi van Madrid, waarvoor zij samen met haar jongere zuster Mirra een wildcard had gekregen – zij bereikten er de tweede ronde. Zij stond in 2023 voor het eerst in een WTA-finale, op het toernooi van Andorra, samen met de Zwitserse Céline Naef – hier veroverde zij haar eerste titel, door het koppel Tímea Babos en Heather Watson te verslaan.

## Resultaten grandslamtoernooien
| Legenda | Legenda                          |
| ------- | -------------------------------- |
| g.t.    | geen toernooi gehouden           |
| l.c.    | lagere categorie                 |
| –       | niet deelgenomen                 |
| G       | uitgeschakeld in de groepsfase   |
| 1R      | uitgeschakeld in de eerste ronde |
| 2R      | uitgeschakeld in de tweede ronde |
| 3R      | uitgeschakeld in de derde ronde  |
| 4R      | uitgeschakeld in de vierde ronde |
| KF      | uitgeschakeld in de kwartfinale  |
| HF      | uitgeschakeld in de halve finale |
| F       | de finale verloren               |
| W       | het toernooi gewonnen            |
| w-v     | winst/verlies-balans             |

### Enkelspel
| toernooi        | 2022 | 2023 | 2024 |
| --------------- | ---- | ---- | ---- |
| Australian Open | –    | –    | –    |
| Roland Garros   | –    | 1R   | 1R   |
| Wimbledon       | –    | –    | 2R   |
| US Open         | 1R   | –    | 2R   |

## Palmares
| Legenda                 |
| ----------------------- |
| Grandslamtoernooi       |
| Olympische Spelen       |
| Year-End Championships  |
| Premier Mandatory       |
| Premier Five / WTA 1000 |
| Premier / WTA 500       |
| International / WTA 250 |
| Challenger / WTA 125    |

### WTA-finaleplaatsen enkelspel
| nr.              | finale     | toernooi    | ondergrond    | tegenstandster        | score    |         |
| ---------------- | ---------- | ----------- | ------------- | --------------------- | -------- | ------- |
| gewonnen finales |            |             |               |                       |          |         |
| geen             |            |             |               |                       |          |         |
| verloren finales |            |             |               |                       |          |         |
| 1.               | 2023-10-15 | WTA Rouen   | hardcourt (i) | Viktorija Golubic     | 4-6, 1-6 | details |
| 2.               | 2023-12-03 | WTA Andorra | hardcourt (i) | Marina Bassols Ribera | 5-7, 6-7 | details |

### WTA-finaleplaatsen vrouwendubbelspel
| nr.              | finale     | toernooi    | ondergrond    | partner            | tegenstandsters                | score    |         |
| ---------------- | ---------- | ----------- | ------------- | ------------------ | ------------------------------ | -------- | ------- |
| gewonnen finales |            |             |               |                    |                                |          |         |
| 1.               | 2023-12-02 | WTA Andorra | hardcourt (i) | Céline Naef        | Tímea Babos Heather Watson     | 6-2, 6-1 | details |
| verloren finales |            |             |               |                    |                                |          |         |
| 1.               | 2024-12-15 | WTA Limoges | hardcourt (i) | Séléna Janicijevic | Elsa Jacquemot Margaux Rouvroy | 4-6, 3-6 | details |

### Gewonnen ITF-toernooien enkelspel
| nr. | finale     | toernooi        | dotatie  | ondergrond | tegenstandster in finale | score         |
| --- | ---------- | --------------- | -------- | ---------- | ------------------------ | ------------- |
| 1.  | 2020-11-01 | Pazardzjik      | $ 15.000 | gravel     | Sofia Milatová           | 1-6, 6-0, 6-2 |
| 2.  | 2020-12-06 | Caïro           | $ 15.000 | gravel     | Carolina Meligeni Alves  | 6-1, 6-3      |
| 3.  | 2021-03-07 | Sharm-el-Sheikh | $ 15.000 | hardcourt  | Jenny Dürst              | 1-6, 7-6, 6-0 |

### Gewonnen ITF-toernooien dubbelspel
| nr. | finale     | toernooi | dotatie  | ondergrond | partner             | tegenstandsters in finale           | score    |
| --- | ---------- | -------- | -------- | ---------- | ------------------- | ----------------------------------- | -------- |
| 1.  | 2021-08-29 | Verbier  | $ 25.000 | gravel     | Jekaterina Makarova | Diāna Marcinkēviča Maria Timofejeva | 6-0, 6-0 |